# Пол Пірс
Пол Ентоні Пірс (англ. Paul Anthony Pierce; нар. 13 жовтня 1977, Окленд, Каліфорнія) — колишній американський професійний баскетболіст, який упродовж 19 сезонів грав у НБА.
Пол провів п'ятнадцять років своєї кар'єри, граючи за команду Бостон Селтікс, яка обрала його під 10-м номером на драфті 1998 року. Двічі, у 2008 та 2010 роках, виходив з нею у фінал НБА, ставши чемпіоном в сезоні 2007/2008. Був названий найціннішим гравцем тієї фінальної серії. Десять разів брав участь у Матчі всіх зірок НБА, чотири рази був включений за підсумками сезону в символічну збірну всіх зірок. Є другим за результативністю гравцем в історії «Селтікс».

## Життєпис

### Юність
Пол Пірс народився в Окленді, але після 6-го класу школи з матір'ю перебрався в Інґлвуд, передмістя Лос-Анджелеса. Його мати — Лоррейн Хоссі — мати-одиначка. Пол ніколи не знав свого батька, але ріс у щасливій робочій сім'ї. Інтерес до баскетболу, заохочуваний матір'ю, з'явився після знайомства з грою династії «Лос-Анджелес Лейкерс» 1980-х років. Нове захоплення дозволило Полу і двом його старшим братам, Джамалу і Стівену, уникнути сутичок з вуличними бандами. Джамал пізніше грав у баскетбол за університет штату Вайомінг, а Стівен став бейсболістом і був обраний в першому раунді драфту МЛБ клубом «Сан-Франциско Джайентс», коли Полу було 12 років.
Мріючи стати новим Меджиком Джонсоном, Пол робив свої перші кроки в спорті під наглядом Скотта Колінза, поліцейського, який був відомим в Інґлвуді громадським діячем. Коллінз тренував дітей в Атлетичній лізі поліції, організації, яка давала можливість дітям з небагатих сімей займатися різними видами спорту, тому, крім баскетболу, Пол вже з сьомого класу грав у волейбол і був непоганим боулером. Крім того, працюючи охоронцем на іграх «Лейкерс» у «Форумі» (домашній арені «Озерних» з 1967 по 1999 рік), Коллінз давав можливість своїм вихованцям насолодитися протистоянням «Селтікс» — «Лейкерс», двох найбільш непримиренних на той момент команд НБА. Також у дитинстві Пол був завзятим фанатом ігор студентського чемпіонату NCAA, кожного року записуючи ігри Фіналу чотирьох і невпинно їх переглядаючи.

### Старша школа Інґлвуда
Пол вступив у старшу школу Інґлвуда в 1991 році. Не маючи ні швидкості, ні високого зросту (на той момент близько 175 см), він не потрапив у шкільну баскетбольну команду «Сентінелс». Наполегливо тренуючись кожного дня перед уроками з 5-ї ранку, Пол у перший рік навчання виступав за молодшу команду школи і потрапив-таки у поле зору тренера шкільної команди Пета Роя, який на другий рік навчання перевів Пірса в резерв основної команди «Сентінелс». Пол був гравцем глибокого запасу, і тренер планував незабаром відправити його назад у молодшу команду, але Пірсу допоміг випадок. На черговому матчі більшість основних гравців команди були відсутні через різдвяні свята, і «Сентінелс» програвали 19 очок у третій чверті, коли тренер від безсилля випустив на майданчик юного Пірса. Пол набрав 21 очко, зробив 9 підбирань, віддав 6 передач і власноруч виграв матч.
Таким чином, застовбичивши за собою місце в стартовій п'ятірці шкільної команди, на третій рік навчання Пол привів команду до 30 перемог в сезоні і завоював титул чемпіонів дивізіону. Він переступив позначку в 6 футів (180 см), продовжуючи рости. На четвертий рік навчання Пірс став співкапітаном команди, фанати почали просити автографи, його взяли на замітку скаути найбільших університетів країни. За короткі строки досягнувши піку зросту (201 см), Пол домінував у шкільному баскетболі і був визнаний кращим гравцем штату Каліфорнія, набираючи в середньому 24,5 очка, роблячи 11,5 підбирань і 4 передачі за гру, і його запросили для участі на матч всіх зірок шкільного чемпіонату разом з такими майбутніми зірками НБА як Кевін Гарнетт, Антуан Джеймісон, Стефон Марбері і Вінс Картер. У рамках турніру взяв участь у конкурсі за кидками зверху, програвши у фіналі Картеру, майбутньому переможцю аналогічного конкурсу в НБА.
Отримавши безліч пропозицій з різних коледжів по всій країні, зупинився на Канзаському університеті.

### «Канзас Джейгоукс»

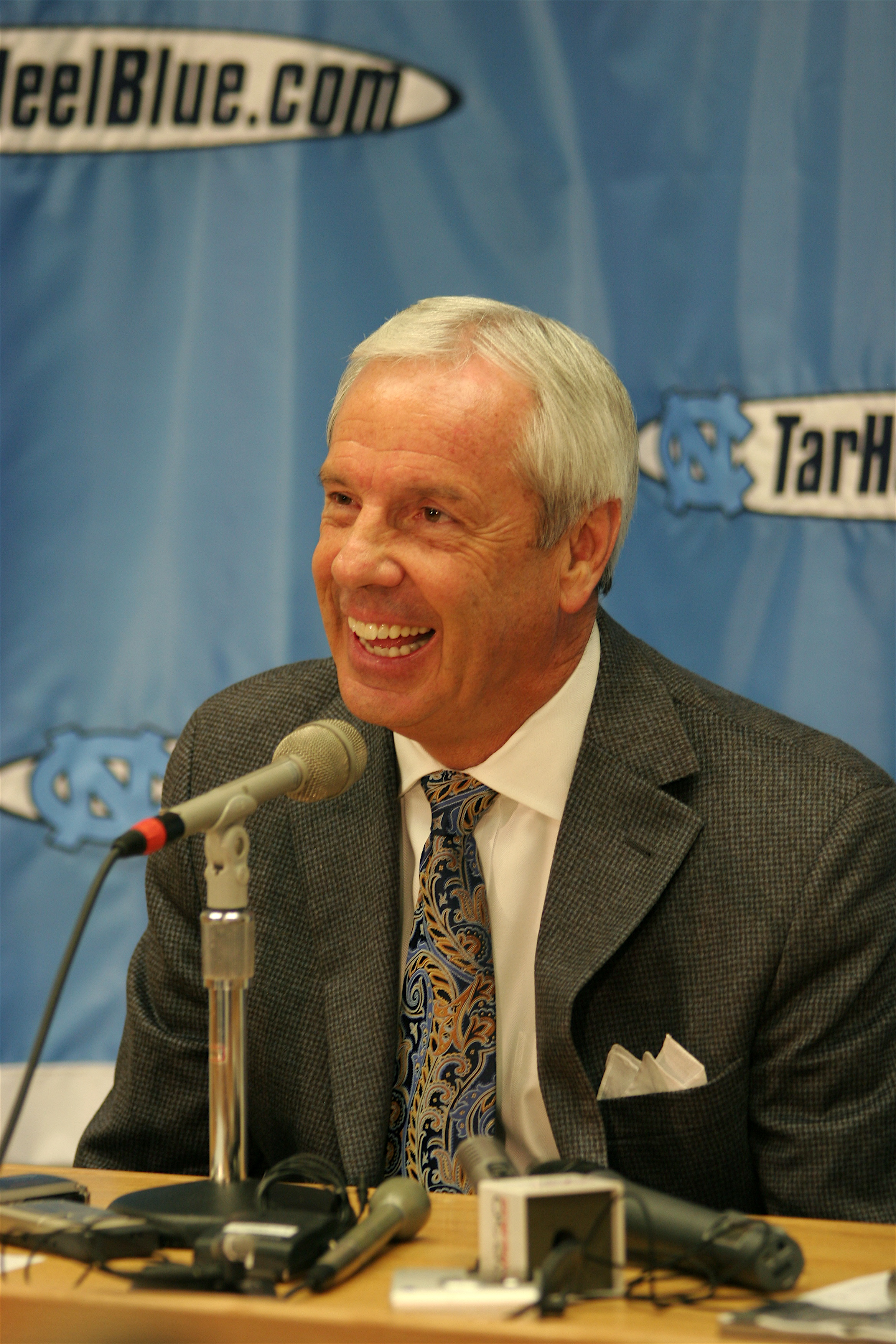
Тренер Рой Вільямс відіграв важливу роль у становленні Пірса як гравця

У Канзасі, крім вивчення курсу по злочинності та правопорушенням, Пірсу належало виступати під керівництвом Роя Вільямса — легендарного баскетбольного тренера, нині члена Баскетбольної зали слави.
У першому сезоні в новій команді Пірс виходив у старті у всіх іграх крім однієї, набираючи в середньому 11,7 очка і роблячи на щитах 5,3 підбирання, на пару з Чонсі Біллапсом одержавши приз найкращого новачка Центральних Штатів.
Заявити про себе в повний голос гравцеві вдалося вже в наступному сезоні, під час свого другого року навчання. Партнер Пірса по команді Раф Лафренц був обраний в першу команду всіх зірок американського студентського баскетболу, тоді як сам Пол потрапив тільки в третю збірну центральних штатів, хоча багато фанатів були впевнені, що Пірс набагато перспективніший. Привівши команду до перемоги в чемпіонаті університетів центральної Америки, Пірс здобув титул найкращого гравця турніру, а команда коледжу Канзас посіла в рейтингу перше місце в країні (вперше у своїй історії) і мала всі шанси потрапити у фінальну стадію студентського чемпіонату NCAA (березневого божевілля), але програла Арізоні на стадії 1/16 фіналу. Втім, під час виставкового матчу в Allen Fieldhouse обидва гравці — Лафренц, який одержав звання гравця року центральних штатів, і Пірс — публічно заявили про те, що залишаються в коледжі ще на рік.
На початку свого третього сезону Пірс трохи відійшов на другий план, але після того, як Лафренц зазнав перелому пальця, Пол знову повернувся в роль лідера, підвищивши не лише свою результативність, але й захисну ефективність в умовах постійних пасток і пресингу по всьому майданчику, які проповідував тренер Вільямс як основу стилю канзаської оборони того періоду.
В останній домашній грі регулярного сезону Пол набрав 31 очко у рекордній, 60-й поспіль, домашній перемозі над Університетом Оклахоми 83-70, змусивши уболівальників на трибунах скандувати «Ще один рік!», натякаючи на можливе продовження Пірсом виступів за коледж.
Пірс удруге поспіль привів «Канзас Джейгоукс» до перемоги у Великій Дюжині, знову здобувши титул найкращого гравця. Але в плей-офф NCAA їх знову спіткала невдача, і Пірс закінчив свій виступ за університет поразкою від Род-Айленда в другому раунді. Попри потрапляння в Першу команду всіх зірок студентського баскетболу, Пірс все ж після недовгих роздумів і розмов з тренером Вільямсом скликав прес-конференцію в рідній Старшій школі Інґлвуда, де й повідомив про своє рішення виставити свою кандидатуру на драфт НБА 1998 року.
Загалом за роки виступів у коледжі Пірс продемонстрував високий рівень баскетбольного інтелекту і різнопланової гри. Неодноразово брав на себе відповідальність у вирішальні моменти гри, проявляючи себе як лідер команди. Наприклад, у перемозі над Техасом (102-72), яку транслювало телебачення, Пірс продемонстрував силу свого характеру, набравши 31 очко, граючи з травмою гомілкостопу, розтягненими зв'язками коліна і пошкодженим в попередніх матчах оком. Статистичні показники за час виступів за «Канзас»: 16,4 очка і 6,3 підбирання в середньому за гру.

#### Статистика виступів за коледж
| Сезон   | Команда | GP  | GS  | MPG  | FG%  | 3P%  | FT%  | RPG | APG | SPG | BPG | PPG  |
| ------- | ------- | --- | --- | ---- | ---- | ---- | ---- | --- | --- | --- | --- | ---- |
| 95-96   | Канзас  | 34  | 33  | 25.4 | 41.9 | 30.4 | 60.6 | 5.3 | 1.8 | 1.3 | 0.8 | 11.9 |
| 96-97   | Канзас  | 36  | 35  | 28.1 | 48.8 | 46.5 | 71.7 | 6.8 | 2.1 | 1.7 | 0.8 | 16.3 |
| 97-98   | Канзас  | 38  | 38  | 30.4 | 51.3 | 33.9 | 73.8 | 6.7 | 2.6 | 1.1 | 1.1 | 20.4 |
| Загалом |         | 108 | 106 | 28.1 | 48.1 | 35.5 | 69.7 | 6.3 | 2.2 | 1.4 | 0.9 | 16.4 |

### Новий лідер «кельтів» (1999-2001)

#### Драфт НБА-98
Перед драфтом 1998 року Пірс тренувався в стані 5-ти команд, зарекомендувавши себе як перспективний, універсальний форвард з хорошими фізичними даними і широким діапазоном умінь. Під 3-м загальним номером був обраний партнер Пірса по «Канзасу» Раф Лафренц. Під 4-м і 5-м — старі знайомі зі шкільної лави: Вінс Картер і Антуан Джеймісон — обидва студенти університету Північної Кароліни. Самого Пірса обрав під загальним 10-м номером клуб «Бостон Селтікс», попри прогнози бути обраним набагато вище. Уродженець Лос-Анджелеса, потрапив у стан заклятого ворога в не найкращі його роки. Сезон 1997 року став найневдалішим в історії команди (67 поразок), сезон 98 року не вніс особливих поліпшень. Новоприбулий став надією команди на світле майбутнє.

#### 1998/1999
Ознаменувавши собою закінчення «ери Джордана», регулярний сезон 99 року був скорочений до 50 ігор через локаут. У своєму дебютному матчі в Лізі проти «Торонто Репторс» Пол Пірс набрав 19 очок, зробив 9 підбирань, 5 передач і 4 рази заблокував кидки суперника. «Селтікс» під керівництвом Ріка Пітіно перемогли лише в 19 із 50 ігор, що не затьмарило дебютний сезон народжуваної «Істини»: лідер команди за кількістю успішних і виконаних кидків по кільцю з-за дуги (10-те і 18-те місця в Лізі) і за відсотком їх реалізації (41-ше, 10-те), другий серед новачків за кількістю очок за гру (16,5), підбирань (6,4) і перехоплень, четвертий за блок-шотами (1,04), п'ятий за передачами (2,4), шостий за кількістю дабл-даблів (3) і десятий за відсотком реалізації кидків з гри (44). У лютому отримав нагороду Новачка місяця; за підсумками сезону був обраний у Першу збірну новачків, був третім у голосуванні за найкращого новачка сезону, але Матч Новачків на Вікенді Всіх Зірок був скасований, як і центральний матч, через скорочений сезон.

#### 1999/2000

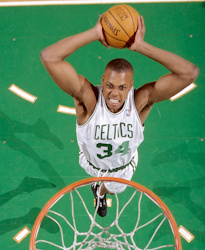
Слем-данк Пола Пірса в матчі проти «Супер Сонікс» 21 січня 2000 року

Ставши другорічником, Пірс підняв свою середню результативність за гру ще на три бали (до 19,5) і досяг успіху у вдосконаленні своїх захисних навичок, ставши другим у лізі за кількістю перехоплень за гру (2,08). Взяв участь у Матчі новачків на боці другорічників, провівши на майданчику 24 хвилини, встиг кинути 11 трьох-очкових, з яких 5 влучних. Той матч став бенефісом новачка Елтона Бренда на підбираннях (12 відскоків у нападі) і Джейсона Вільямса як асистента, про якого сам Пол висловився у виключно позитивному ключі. Пірс же закінчив програний в овертаймі матч з 18 очками в активі, 4 підбираннями, передачею та перехопленням. «Селтікс» же були нестабільні в ході всього сезону, розпочавши чемпіонат з трьох перемог поспіль, далі вони чергували перемоги з затяжними серіями поразок, видавши під кінець чемпіонату, на стику березня і квітня серію з 10-ти поразок поспіль. Таким чином, вони завершили сезон достроково, вигравши менш як половину матчів (42 %) і розташувалися на третьому з кінця місці Атлантичного дивізіону зі співвідношенням перемог і поразок 35-47.

#### 2000/2001
У новому сезоні Пірс продовжив шлях завоювання асоціації: єдиним з «Селтікс» вийшовши на майданчик у всіх 82 іграх регулярного сезону (і всі 82 — у стартовому складі), він збільшив свою результативність до восьмого показника в лізі — 25,3 очка за гру, в березні 2001 року отримав нагороду найкращого гравця тижня і став першим «кельтом» після Реджі Льюїса в 1992-му, хто отримав її. Логічно, що і нагорода гравця місяця теж перейшла в руки Пірса; він став першим за 15 років представником клубу з Бостона володарем цієї нагороди. Закінчив сезон з 12 дабл-даблами у своєму доробку, набравши за сезон 2071 очко, став першим після Ларрі Берда, кому підкорився рубіж у 2 тисячі набраних очок за сезон. Встановив рекорд клубу за кількістю виконаних штрафних кидків за сезон (738) і реалізував 550 з них, ставши третім за цим показником в історії НБА після Седріка Максвелла (574 в сезоні 78/79) і Джона Гавлічека (554 в сезоні 70/71).
Крім того, в ході сезону з поста головного тренера пішов Рік Пітіно, і йому на зміну прийшов Джим О'Браєн, під керівництвом якого «Селтікс» завершили сезон з солідним для себе нейтральним балансом перемог-поразок: 24-24. Дуже вразивши керівництво такими темпами розвитку, О'Браєн офіційно став головним тренером «Селтікс» на майбутній сезон, що й дозволило таланту 34-го номера «кельтів» розкритися повною мірою.

### «Момент Істини» (2001-2003)

#### 2001/2002
Підписавши в міжсезоння нову багаторічну угоду, Пірс повів «Селтікс» на штурм нових вершин. Упродовж регулярного чемпіонату двічі визнавався Гравцем місяця (один з них — на пару зі своїм партнером по команді Антуаном Вокером). Набравши найбільше очок за сезон (2144), став першим «кельтом», який домігся цього, але виявився третім за набраними очками в середньому за гру (26,1). Був запрошений на Матч всіх зірок — вперше в кар'єрі — і за 23 хвилини на майданчику набрав 19 очок і зробив 7 підбирань. Привівши команду до 49 перемог, другого місця у своєму дивізіоні і третього в конференції, Уперше за 7 років Пірс вивів «Селтікс» у плей-офф.

##### Плей-офф 2002
У першому раунді їм протистояли минулорічні чемпіони Конференції — «76-ті» з Філадельфії на чолі з Алленом Айверсоном: серія і передбачалася як дуель явних лідерів, які привертають на майданчику до себе багато уваги. У першій грі перемогу святкували гравці «Бостона», багато в чому завдяки 31 очку, 11 підбиранням і 4 перехопленням Пірса. Друга гра також залишилася за господарями, багато в чому завдяки успішним діям всієї команди: 6 гравців набрали по 10 очок і більше; сам Пірс знову оформив дабл-дабл (25 +10), але зробив 6 втрат. Коли серія переїхала в «Філадельфію», ініціатива від Істини перейшла до Відповіді, де на рідній арені Айверсон нагадав всім, хто ж став MVP регулярного чемпіонату рік тому, набравши 42 очки і зробивши 5 перехоплень. Відмінні статистичні показники Пірса (29 очок + 10 підбирань + 7 передач) не змогли запобігти необхідності 4-ї гри. Айверсон був не таким блискучим у 4-й грі серії, атакуючи з гри лише з 35-відсотковою точністю, але саме його дії в кінцівці стали вирішальними для схиляння шальки терезів у бік перемоги «76-х».
Все повинно було вирішитися у п'ятій грі — і Пірс не розчарував: 46 очок і 8 з 10 кидків здалеку у великій перемозі з рахунком 120-87. Причому більшу частину часу матч тримав глядачів у напрузі, але 9 трьох-очкових «Бостона» в останній чверті зняли питання про переможця серії.
У півфіналі конференції «Селтікс» протистояли «Пістонс» з Детройта, але серія пройшла відносно спокійно за явною перевагою «зелених», які програли тільки першу, гостьову гру. Особливою результативністю не вирізнялася ні серія ігор загалом, ні гра Пірса зокрема (17/22/19/25/18); найбільш характерною стала низько результативна перемога «Бостона» у 3-му матчі серії з рахунком 66-64.
Несподівано діставшись фіналу конференції, «Бостон» зіткнувся з клубом «Нью-Джерсі Нетс». «Тенета» взяли першу гру, багато в чому завдяки трипл-даблові Джейсона Кідда, але, поступившись у другій, тепер уже попри другий поспіль в серії трипл-дабл Кідда, дали «Бостону» деяку перевагу. Третій матч увійшов в історію: «Селтікс» програвали 21 очко до четвертої чверті, але 19 очок Пірса дозволили зробити «кельтам» найбільший «камбек» в історії НБА. Четвертий матч проходив за схожим на третій сценарієм, з різницею в тому, що «Нетс» свою помилку не повторили і довели матч до перемоги, не звертаючи уваги на титанічні зусилля Пірса і Вокера, які набрали 61 очко на двох. За рахунку 2-2 шанси обох команд були рівні, але «Нетс» вдалося взяти і п'ятий матч вдома та шостий у «Фліт Центрі», залишивши команду з Бостона без головного Фіналу. Якщо в п'ятому матчі, попри низький відсоток влучання (39), Пірс все ж статистично виглядав непогано (24 +12), то в шостому матчі ефективна гра лавки «Нетс», черговий тріпл-дабл Кідда і 1 з 9 з-за дуги для Пірса стали фатальними.
Пол Пірс завершив свої перші ігри навиліт зі статистикою 24,6 очка, 8,6 підбирання та 4 передачі в середньому за гру.

#### 2002/2003
Закріпившись у ранзі зірки Асоціації, Пірс продовжував тягнути «Селтікс» у новому сезоні на своїй спині так старанно, що був змушений пропустити кілька матчів регулярного чемпіонату через розтягнення м'язів. Його роль у команді стала ще більш значна: 25,9 очка за гру і найкращі в кар'єрі показники за підбираннями за гру (7,3) давали можливість претендувати на різні індивідуальні нагороди, такі як гравець тижня і виклик на Гру всіх зірок, у якій він за 18 хвилин, набрав 8 очок, але загальна нестабільність команди не давала можливості сподіватися на сенсаційні результати у плей-офф.

##### Плей-офф 2003
Вийшовши в пост-сезонні гри з показником 44 перемоги, «Селтікс» зустрілися в першому раунді з «Індіаною Пейсерс». «Кельти» з ходу відібрали у «іноходців» перевагу домашнього майданчика, вигравши перший матч з рахунком 103-100, завдяки старанням Пірса — його 40 очок, 11 підбирань, 6 передач і 4 перехоплення стали вагомим аргументом, заперечень на який у «Індіани» просто не знайшлося. Стараннями Джермейна О'Ніла (23 + 20) рахунок у серії зрівнявся, але далі серія йшла за сценарієм, який влаштував бостонців. Серія завершилася з рахунком 4-2 на користь команди Пірса.
У другому раунді на них вже чекали старі знайомі з Нью-Джерсі. Попри героїчні подвиги Пірса, такі як тріпл-дабл у другому матчі серії, серія закінчилася, не встигнувши початися: «суха» перемога «Нетс», у лавах яких, крім Кідда, на передній план вийшли форварди Річард Джефферсон і Кеньйон Мартін, зі своєю згубною для оборони «Бостона» агресивно-атлетичною манерою гри.

### Роки невизначеності (2003-2007)

#### 2003/2004

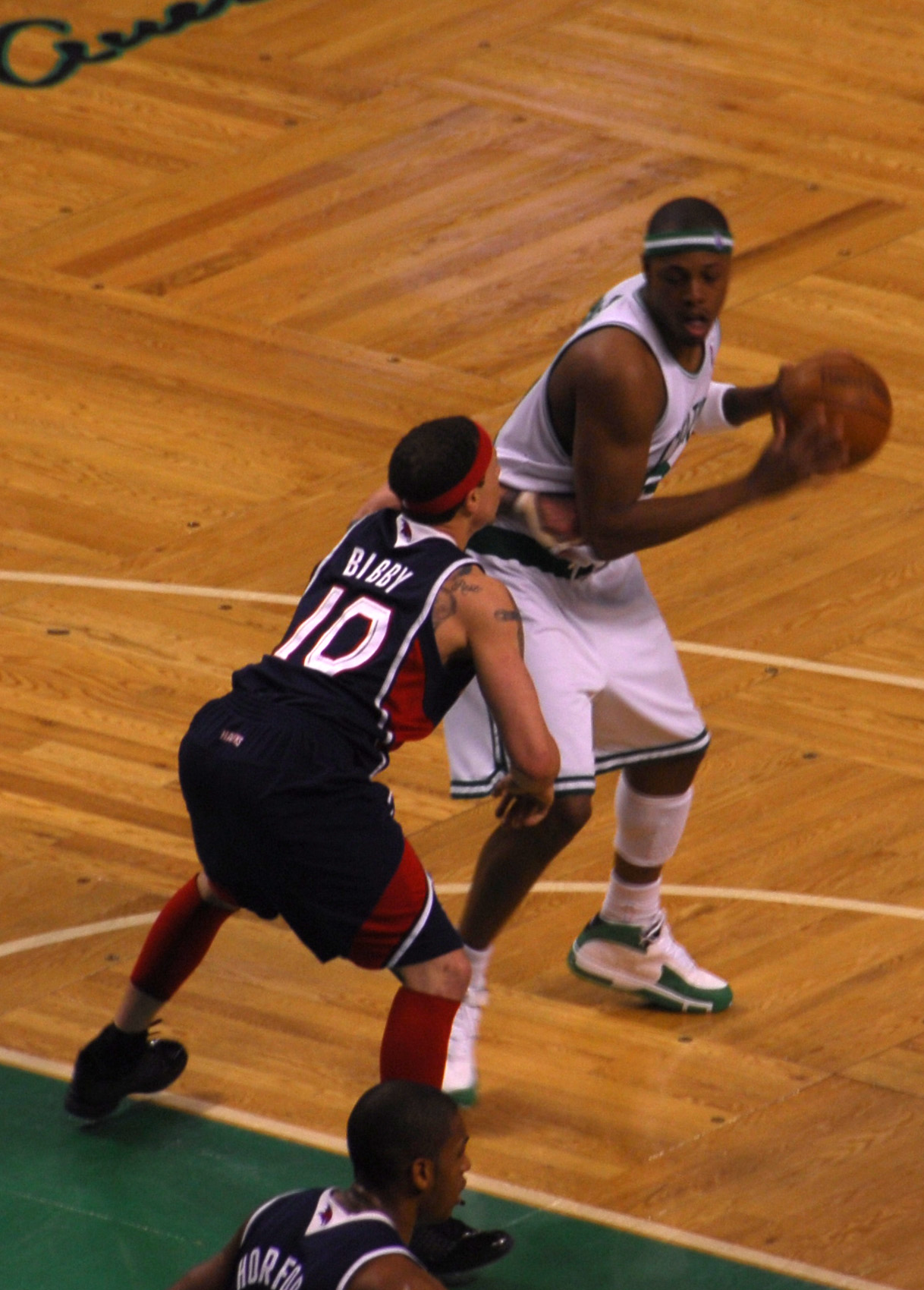
Пол Пірс проти Майка Біббі

Сезон ознаменувався для «Селтікс» низкою великих кадрових змін: місце директора з баскетбольних операцій зайняв ЭДенні Ейндж, який змінив на цій посаді Кріса Воллеса. Прийшовши до висновку про неминучість змін, Ейндж здійснив низку трансферів, внаслідок яких до «Даллас Маверікс» вирушили Антуан Вокер і Тоні Делк, а до «Бостона» переїхали партнер Пірса по Канзаському університету Раф Лафренц, Кріс Міллс, Юрі Велш і вибір у першому раунді драфту 2004 року.
Також закінчилася нетривала, але багата на різного роду досягнення кар'єра тренера О'Браєна в лавах «Селтікс»: після 46-ти ігор сезону з балансом 22-24 він подав у відставку, а йому на тимчасову заміну прийшов Джон Керрол, який пропрацював з командою лише до кінця сезону.
Сам сезон ознаменувався для Пірса кількома «віхами» такими я подолання позначки в 10 тисяч набраних очок і 15 тисяч зіграних хвилин, але статистично не був видатним.
«Селтікс» насилу вийшли в плей-офф, де в першому ж раунді поступилися «Індіані Пейсерс» у чотирьох матчах; жодного разу різниця в підсумковій кількості набраних командами балів не була однозначною. Максимумом Пола Пірса в цій серії став дабл-дабл з 20 очок і 10 підбирань у першому матчі.

#### 2004/2005
З приходом у команду нового тренера, Глена «Дока» Ріверса, керівництво взяло курс на зміну пріоритетів, і Пірс в оточенні юних обдарувань був змушений дещо стримати свої амбіції, знизивши результативність до 21 очка в середньому за гру. Антуан Вокер, який повернувся в ході сезону в рідні пенати, зробив свій внесок у завоювання «Бостоном» титулу найкращої команди Атлантичного дивізіону, вперше від сезону 91/92.

##### Плей-офф 2005
У плей-офф Пірс, маючи в партнерах талановитих, але молодих і недосвідчених гравців, не зміг привести свою команду до перемоги в першому раунді, не зумівши подолати опір все тих же «Пейсерс» з Індіани. Набираючи 22,9 очка, роблячи 7,7 підбирання, 4,6 передачі і 1,9 перехоплення в середньому за гру в цій серії, Пірс вивів свою команду на фінальний бій у сьомому матчі, але, не знайшовши підмоги від партнерів, був змушений визнати поразку. Сьомий матч підвів риску під сезоном «Селтікс»: 27-очкова поразка в домашньому матчі ознаменувала чергову кризу в грі «Селтікс».

#### 2005/2006
Досягнувши снайперського піку на свій 8-й рік перебування в НБА (26,8 очка за гру, 6-й у лізі) і ставши найефективнішим снайпером серед перших 30-ти (за співвідношенням набраних очок до виконаних кидків, так званий рейтинг очок-за-кидок), Пірс був змушений завершити сезон без участі в іграх навиліт: «Селтікс» з результатом 33-49 за підсумками сезону не потрапили в плей-офф. Пірс же додав у скарбничку 17 дабл-даблів і тріпл-дабл, у ході сезону у 8-ми матчах поспіль набирав 30 і більше очок. Вчетверте в кар'єрі подолав 2000 набраних очок за сезон, зрівнявшись з Ларрі Бердом за цим показником. Наприкінці сезону підписав нову угоду, розраховану на 3 роки і 59 мільйонів.

#### 2006/2007
Наступний сезон став ще більш драматичним як для шанувальників команди штату Массачусетс, так і для самого капітана цієї команди. Сезон розпочався з новини про смерть Реда Ауербаха, легенди «Селтікс», а закінчився чутками про можливий обмін Пірса в іншу команду. Зазнавши на початку сезону першої серйозної травми в кар'єрі, Пол більшу частину сезону спостерігав за грою з лави, тоді як його команда показала другий найгірший результат в НБА (24-58), включаючи серію з 18 поразок поспіль. Попри те, що кар'єра Пірса в «Бостоні» була під питанням, у тих 47 матчах, у яких баскетболіст взяв участь, він показав пристойні цифри: 25 очок, майже 6 підбирань і 4 передачі в середньому за гру.
Другий найгірший результат в НБА давав надії на високий вибір на драфті 2007 року, але «Селтікс» отримали лише 5-й номер. Але міжсезоння перевернуло все з ніг на голову, відразу зробивши «Селтікс» основними претендентами на чемпіонські персні.

### Нова «Велика трійця» (2007-2012)

#### 2007/2008
Діставши в свої ряди спочатку одного з найкращих снайперів в історії НБА, Рея Аллена з «Сіетл Супер Сонікс» в обмін на форварда Воллі Щерб'яка, захисника Делонте Веста і права на обраного раніше на драфті Джеффа Гріна, «Селтікс» зробили перший крок з перетворення на команду-претендента на чемпіонський трофей (у ході того обміну до «Бостона» вирушив ще й Глен Девіс, вибраний «Надзвуковими» на драфті). Але ще більшим досягненням став великий обмін гравцями, в ході якого в «Міннесоту Тимбервулвз» вирушили Раян Гомес, Джералд Грін, Ел Джефферсон і Себастьян Телфейр, а до Бостона переїхав 10-разовий учасник Матчу всіх зірок і MVP регулярного чемпіонату НБА 2004 року Кевін Гарнетт. Утворену трійку зоряних гравців одразу ж назвали «Велике тріо», адже з приходом цих гравців прийшла і надія на чемпіонський титул. Пам'ятне міжсезоння закінчилося для «Бостона» підписанням контрактів з такими гравцями, як Джеймс Поузі, Пі Джей Браун і Едді Гаус. Ще в липні 2006 року підписано контракт з новачком Реджоном Рондо, який і зайняв позицію розігруючого в стартовій п'ятірці. Сам же Пірс перед майбутнім сезоном вирішив скинути вагу до 235 фунтів (107 кг), щоб стати більш мобільним у захисті, оскільки «перестав бути єдиною опцією команди в нападі».
Перемістивши акцент на злагоджену командну гру, «Селтікс» взяли гору у 8-ми стартових іграх сезону і 26-ти із 29-ти ігор на початку сезону. Результативність Пірса, яка знизилась до 19,6 за гру, була закономірною, і «Селтікс», вигравши 66 ігор регулярного сезону, потрапили до плей-офф з першого місця в Асоціації, автоматично отримавши перевагу домашнього майданчика.

##### Плей-офф 2008
Перший раунд проти «Атланти Гокс» вилився у 7-матчове протистояння, в ході якого господарі майданчика незмінно брали гору, причому 5-ту і 7-му гру «Селтікс» виграли з загальною різницею 59 очок (110-85 і 99-65).
Аналогічна схема спрацювала і в серії з «Клівленд Кавальєрс». Але сьома гра стала окрасою серії і дуеллю між Полом Пірсом і Леброном Джеймсом, лідером «Кавальєрс». Досягнувши другого результату в історії «Селтікс» для 7-х матчів плей-офф з 41 балами за результативність, Пірс все ж програв битву Джеймсу, в активі якого виявилося 45 очок, але виграв матч, залишивши «Короля» за бортом плей-офф.
У фіналі конференції проти «Детройт Пістонс» «Селтікс» вперше програли на домашньому паркеті, але пізніше зрівняли шанси у грі № 3. Ведучи в серії 3-2, перед черговою гостьовою грою Пірс пообіцяв, що «в цій серії вони в Бостон більше не повернуться». Він стримав обіцянку, і багато в чому завдяки його 27-ми очкам «Селтікс» вийшли у Фінал, де їм належало битися з «Лос-Анджелес Лейкерс». Для самого Пірса цей Фінал був особливим, адже він виріс у Каліфорнії, і йому належало виборювати титул чемпіона НБА у суперечці зі своєю улюбленою командою дитинства, граючи за їхніх тогочасних запеклих суперників.

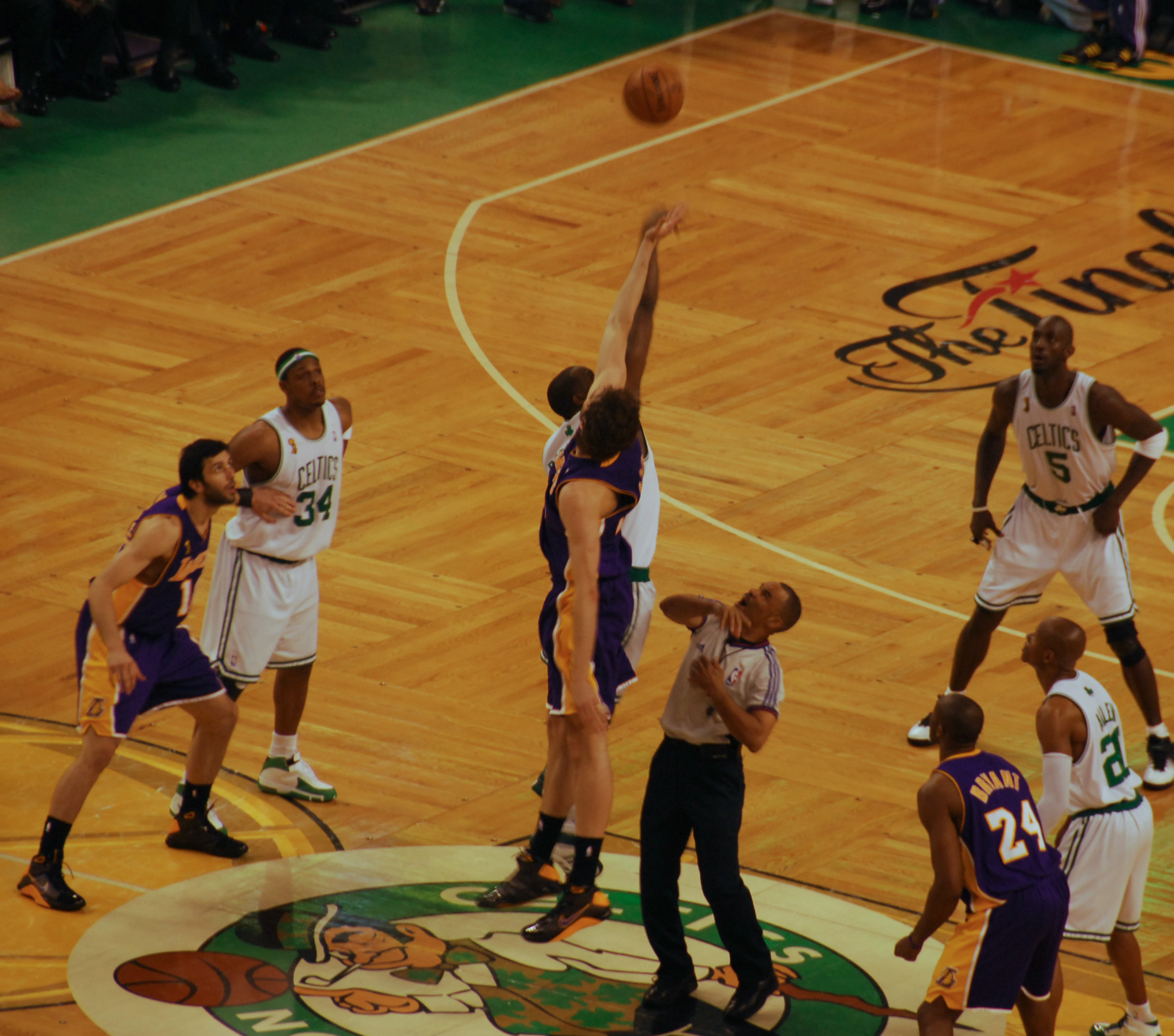
Стартове вкидання м'яча перед 2-ю грою Фінальної серії 2008 року; 8 червня

Але фінальна серія почалася для Пола з травми коліна в третій чверті першого ж матчу: за 6:49 до закінчення 3-ї чверті його відвезли в роздягальню на інвалідному візку. Проте вже через хвилину, за 5:04 до кінця того ж відрізка зустрічі, він знову вийшов на майданчик. Граючи крізь біль, Пірс забив три трьох-очкових кидки і приніс своїй команді впевнену перемогу з рахунком 98-88. Набравши у другому матчі 28 очок, Пірс і «Селтікс» довели перевагу в серії до двох перемог. Гру № 3, в «Стейплс-центрі», на якій були присутні рідні та друзі Пірса, сам Пол провалив, набравши 6 очок. Зате в 4-й грі (за системою 2-3-2), коли команда Кобі Браянта вела 18 очок перед другою половиною матчу, «Селтікс» здійснили ривок, вигравши третю чверть з рахунком 31-15, повернувши грі інтригу, а пізніше і вирвавши перемогу, довівши перевагу в серії до 3-1. І знову Пірс відмовився їхати до Бостона, набравши 38 очок, зробивши 6 підбирань і 8 передач у матчі номер 5, але колективними зусиллями «Лейкерс» схиляють чашу терезів на свій бік. 6-й останній матч фінальної серії став тріумфом «Бостон Селтікс». Чіпка гра в захисті (18 перехоплень за матч, 6 — на рахунку Рондо) і впевнений напад призвели до 39-очкового розгрому «Лейкерс» (131-92) і довгоочікуваного, 17-го титулу чемпіонів, першого за 22 роки. Пірс був названий найціннішим гравцем фінальної серії, з показниками в середньому 19,7 очка, 5 підбирань, 4,7 передачі і 1,08 перехоплення за гру.

#### 2008/2009
Повернувши собі звання головного бомбардира команди в сезоні (20,5 очок за гру), Пірс знову вивів «Селтікс» у плей-офф з результатом 62-20, але травма коліна Кевіна Гарнетта перекреслила плани про друге поспіль чемпіонство. Однак серія першого раунду плей-офф проти «Чикаго Буллз» стала однією з найнапруженіших в історії НБА: за 7 проведених матчів команди в сумі зіграли 7 овертаймів (по одному в іграх 1 і 5, 2 у грі № 4 і 3 овертайми у 6-й грі серії). 7-матчева серія з «Орландо Меджик» завершила виступ «Селтікс» у плей-офф 2009 року.

#### 2009/2010
Вийшовши переможцями впродовж сезону у 50 випадках із 82, «Селтікс» потрапили в плей-офф із 1-го місця Атлантичного дивізіону, але виглядали дуже блідо в порівнянні з минулими роками. Статистика Пірса продовжувала падати (18,3 очка, 4,4 підбирання, 3 передачі за гру), але в потрібний момент він показував свою найкращу гру. На Матчі всіх зірок у Далласі Пол Пірс став першим «кельтом» після Ларрі Берда, якому вдалося виграти конкурс трьох-очкових кидків.

##### Плей-офф 2010
Перемігши «Маямі Гіт» у п'яти матчах (третій — кидком Пірса з сиреною), «Селтікс» вийшли на «Клівленд». У цій серії в Пірса виникли деякі проблеми з набором очок, але багато в чому завдяки грі Реджона Рондо (3 дабл-дабли + тріпл-дабл) пройшли далі — у фінал конференції.
Три поспіль перемоги (дві — в гостях) над «Орландо Меджик» дали «Селтікс» комфортну перевагу в серії. Скоротившись до 3-2, серія повернулася в Бостон, де Пірс 31 очком та 13 підбираннями вибив своїй команді квиток у Фінал.
Це була 12-та зустріч «Бостон Селтікс» і «Лос-Анджелес Лейкерс» у фіналах НБА. Тричі в перших п'яти іграх Пірс був лідером своєї команди за набраними очками і «Селтікс» вели в серії 3-2, але в 6-му матчі був сильно обмежений, а в 7-му і зовсім не брав участі через травму основний центровий «Бостона» Кендрік Перкінс. Попри 18 очок і 10 підбирань Пірса в 7-му матчі і 13-очкову перевагу в ході зустрічі, «Лейкерс» вирвали перемогу і вшістнадцяте у своїй історії стали чемпіонами.

#### 2010/2011
Підписавши новий трирічний контракт, Пірс пов'язав себе з «Селтікс» до 2014 року. 3 листопада 2010 року в грі проти «Мілвокі Бакс» він перетнув межу у 20 000 набраних очок за кар'єру, ставши третім в історії «Селтікс» гравцем, якому підкорився цей рубіж. Діставши в свої ряди Шакіла О'Ніла, «Селтікс» не змогли повноцінно вирішити всі кадрові проблеми, і, вийшовши у плей-офф з результатом 56-26 (3-тє місце в конференції), вони легко пройшли «Нью-Йорк Нікс» (4-0, 38 очок Пірса в третій грі), але нічого не змогли протиставити більш молодому «тріо» з травнямі (Кріс Бош, Леброн Джеймс, Двейн Вейд), програвши серію з рахунком 4-1.
У травні 2011 року президент клубу Денні Ейндж заявив, що, можливо, в наступному сезоні Пірс буде виходити з лавки запасних.

### Бруклін Нетс (2013-2014)

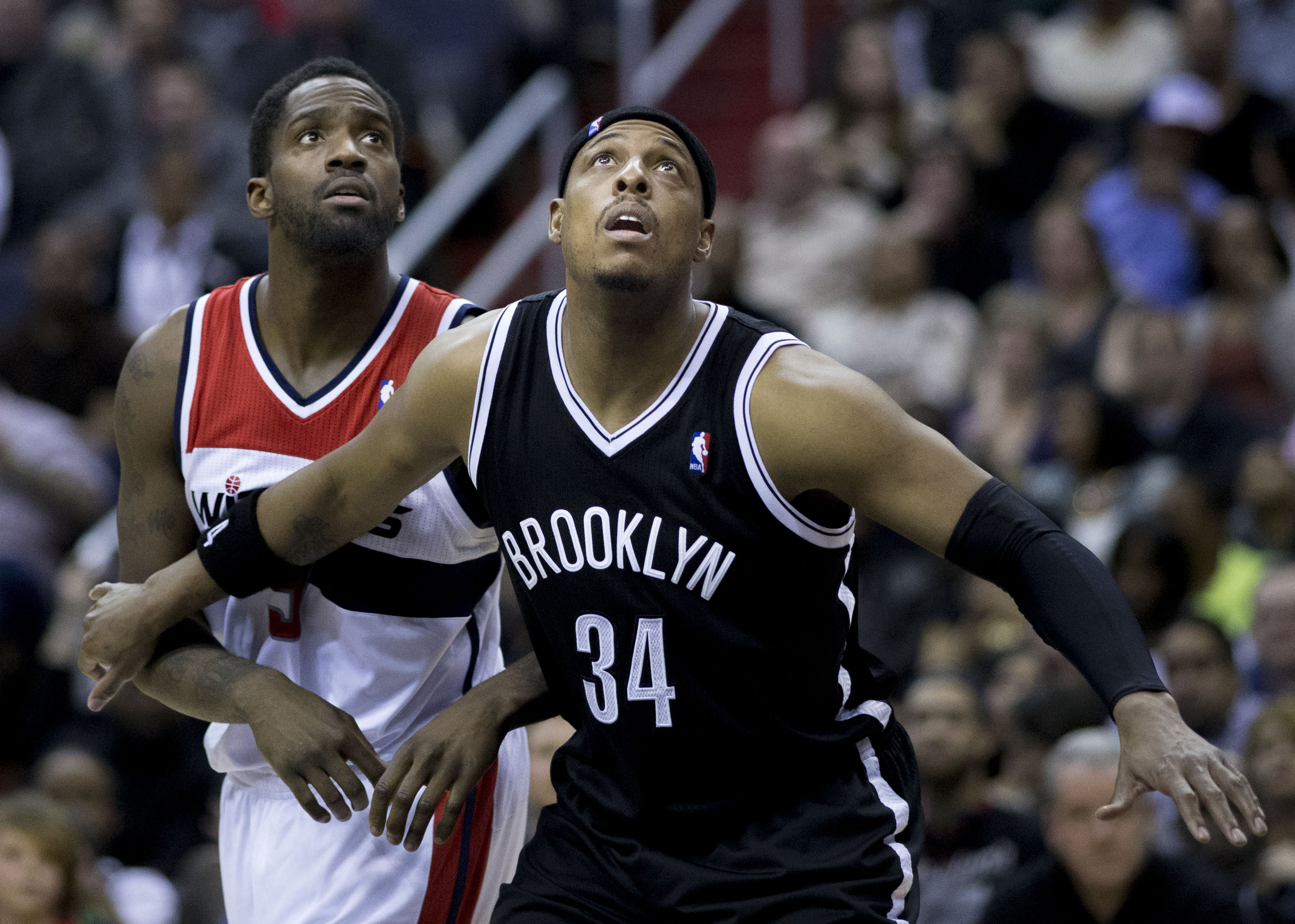
Пірс під час свого єдиного сезону в складі Бруклін Нетс

27 червня 2013 року «Бостон Селтікс» досяг принципової угоди з «Бруклін Нетс» про обмін Пола Пірса, Кевіна Гарнетта, Джейсона Террі, Ді Джей Вайта на Кріса Гамфріса, Джералда Воллеса, Маршона Брукса, Кіта Боганса, Кріса Джозефа і три піки в першому раунді драфтів 2014, 2016, 2018. Угода від 12 липня містила опцію «Селтікс» про обмін між клубами піками першого раунду драфту 2017.
У сезоні 2013–14 Пірс зіграв у 75 іграх, зокрема 68 у стартовій п'ятірці, з показниками 13,5 очка (найгірший показник в кар'єрі), 4,6 підбирання і 2,4 передачі за 28,0 проведених на майданчику в середньому за гру. Той сезон став 15-м підряд, у якому він набирав понад 1000 очок, ставши єдиним активним гравцем і шостим в історії НБА, який досягнув цього показника (після Каріма Абдул-Джаббара, Карла Мелоуна, Джона Гавлічека, Елвіна Гейза і Роберта Паріша). Він обійшов Аллена Айверсона і Патріка Юїнга в списку найрезультативніших гравців за історію НБА (перемістився на 18-те місце), перемістився на п'яте місце в історії НБА за кількістю виконаних триочкових, і зробив найбільше для себе перехоплень (86) починаючи з сезону 2007–08. У сезоні 2013–14 він більше разів (сім) виходив на майданчик з лави запасних, ніж за всі свої попередні 15 сезонів взятих разом (тричі). У грі проти Атланти 11 квітня 2014 року Пірс став четвертим активним гравцем (після Кобі Браянта, Дірка Новіцкі і Гарнетта) і 18-м гравцем в історії НБА, який набрав 25 000 очок.
Перед початком сезону передбачали, що Нетс будуть претендентами на перемогу в Східній конференції разом з Маямі Гіт. Пірс і Гарнетт мали стати 'підтримкою' для Дерона Вільямса, Джо Джонсона і Брука Лопеса. Проте, оскільки в грудні Лопес зазнав травми до кінця сезону, то Пірс був змушений грати на позиції важкого форварда. Сезон продовжувався з великими труднощами для Нетс і сумнівами в таборі команди та серед вболівальників. У цей період наступило пожвавлення в грі Пірса. «Нетс» закінчили регулярний чемпіонат 2013–14 з 44-ма перемогами при 38-ми поразках. Нетс перемогли в першому раунді плей-офф завдяки блок-шотові Пірса на сотанніх секундах сьомої гри проти Торонто Репторз. Але в півфіналі конференції вони зазнали поразки від чинних чемпіонів «Маямі» у п'яти зустрічах. Постало питання, чи дадуть Пірсу виступати ще один рік у Брукліні.

### Вашингтон Візардс (2014-2015)

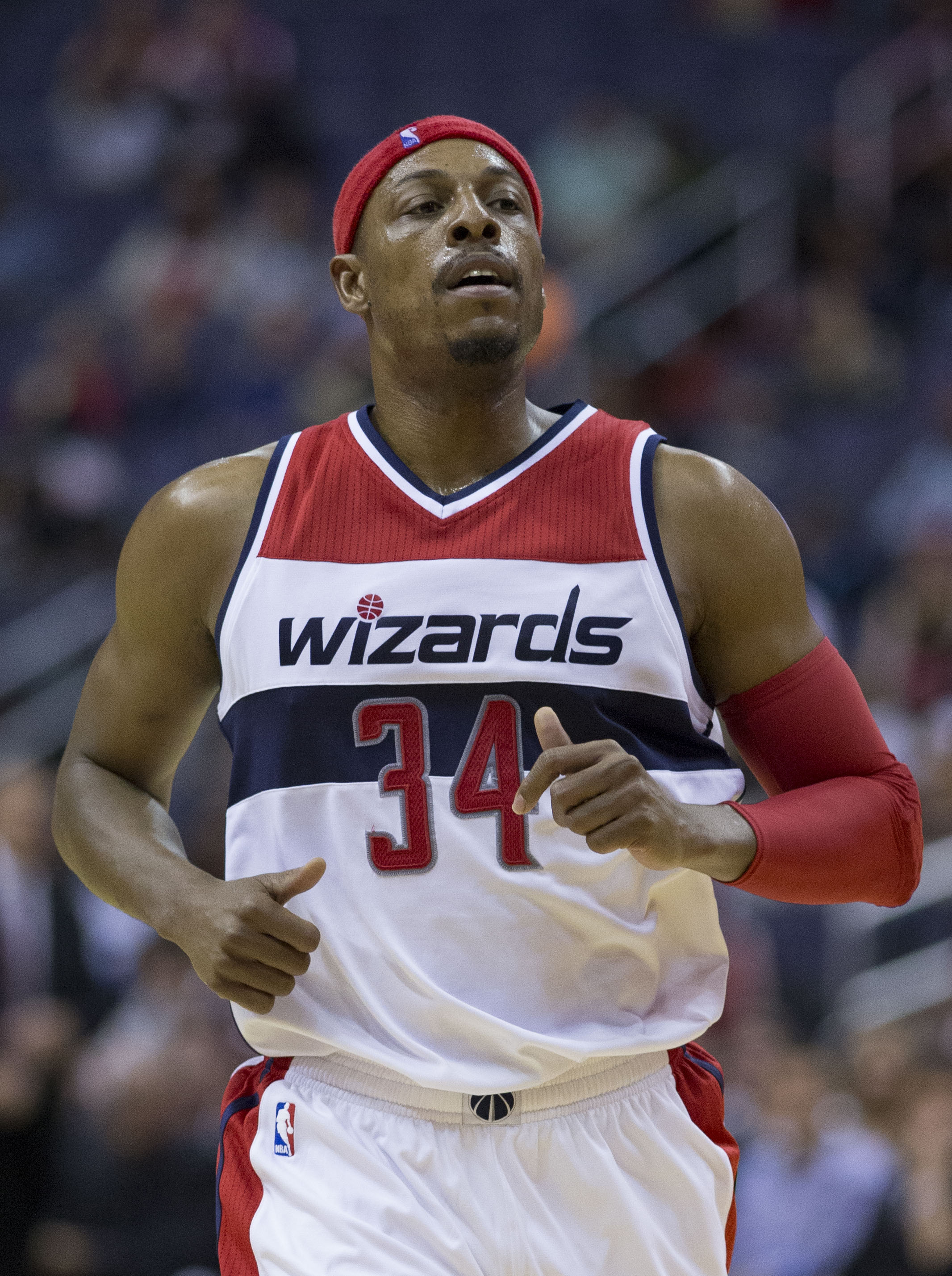
Пірс у складі Візардз, 2014 рік

17 червня 2014 року Пірс підписав 2-річний контракт з «Вашингтон Візардс» на $11 мільйонів, другий рік контракту став опцією гравця. У сезоні 2014–15 Пірс набирав 11,9 очка і робив 4,0 підбирання в середньому за матч, найнижчий показник за кар'єру.
Набравши 25 листопада 2014 року 14 очок проти Атланти Гокс, Пірс обійшов Джеррі Веста і посів 17-ту сходинку в списку найкращих бомбардирів за історію НБА. Два тижні по тому, набравши найбільші для себе за сезон 28 очок проти Бостон Селтікс, він посів у цьому списку 16-те місце, яке до цього належало Реджі Міллеру. 14 січня 2015 Пірс обійшов Джейсона Кідда на четвертому місці за кількістю виконаних триочкових за всю історію НБА, а Візардс у тій грі перемогли Чикаго Буллз з рахунком 105–99. Одинадцять днів по тому він записав свій 200о-й триочковий під час гри проти Денвер Наггетс, яка закінчилась в овертаймі перемогою з рахунком 117–115. 2 лютого 2015 року, набравши 11 очок проти Шарлотт Горнетс, він обійшов Алекса Інгліша на 15 місці за кількістю набраних очок в історії НБА.
«Візардс» закінчили регулярний чемпіонат з 46-ма перемогами при 36-ти поразках. У плей-офф «Вашингтон» переміг у першому раунді в чотирьох матчах «Торонто Репторз». 9 травня 2015 року Пірс разом з сиреною закинув двохочковий кидок, який приніс його команді перемогу проти Атланти Гокс з рахунком 103–101 і лідерство 2–1 в півфіналі Східної конференції. У 6-й грі серії 15 травня Візардс програвали 94–91. На останній секунді Пірс кинув триочковий, який влучив у кошик. Це би продовжило гру Візардс в серії, але коли судді переглянули запис, то виявилося, що час збіг ще до того, як Пірс випустив м'яча. Таким чином в півфіналі конференції Візардс поступилися в шести зустрічах.
27 червня 2015 року Пірс відмовився від другого року за контрактом з «Візардс», щоб стати необмежено вільним агентом.

### Лос-Анджелес Кліпперс (2015 — н.ст.)
2 липня 2015 року як вільний агент Пол Пірс уклав трирічну угоду з «Лос-Анджелес Кліпперс» на суму 10 мільйонів доларів. Завдяки переходу в «Кліпперс», Пірс дістав можливість виступати за місто, де пройшло все його дитинство і возз'єднався з Доком Ріверсом, під керівництвом якого у 2008 році завоював свій єдиний чемпіонський титул у складі «Бостона».
Його дебют у складі Кліпперс відбувся 28 жовтня у матчі-відкритті сезону проти Сакраменто Кінгс. У ньому він вийшов з лави запасних, набравши 12 очок і зробивши 7 підбирань, а команда перемогла з рахунком 111–104. На позиції легкого форварда в стартовій п'ятірці виходив Ленс Стівенсон, а Пірс уперше від початку кар'єри виходив з лави запасних як рольовий гравець. У середині листопада в трьох іграх він вийшов у стартовій п'ятірці, але швидко повернувся на лаву запасних. Із 20-ти своїх перших ігор сезону Пірс пішов завершив гру без набраних очок у п'яти з них, що вдвічі більше, ніж за його 17 попередніх сезонів разом. 16 грудня Пірс набрав шість очок проти Мілвокі Бакс. У тій грі він закинув кидок разом з сиреною в першій чверті, ставши п'ятим активним гравцем і 16-м в історії НБА, який набрав 26 000 очок. 26 грудня в грі проти Юти Джаз набрав найбільші для себе за сезон 20 очок, закинувши 6 з 11 з гри і 5 з 7 триочкових, і допоміг команді перемогти з рахунком 109–104. 16 січня 2016 року в грі проти Сакраменто Кінгс Пірс став п'ятим активним гравцем і 17-м за історію НБА, який провів на майданчику за кар'єру понад 45 000 хвилин.
26 вересня 2016 року Пірс оголосив, що сезон 2016–17 стане його останнім у НБА. Він не з'являвся на майданчику впродовж перших 12-ти ігор Кліпперс, які вони завершили з показниками 10–2. 18 листопада 2016 року він зіграв дебютний для себе матч проти Сакраменто Кінгс, вийшовши з лави запасних і забивши 6 очок за 9 хвилин, а команда перемогла 121–115.  Остання його гра в Бостоні відбулась 5 лютого 2017 року. Пірс розпочав у стартовій п'ятірці і зіграв 5 хвилин перед тим, як повернутися на лаву запасних. Це була його перша поява від новорічних свят. Хоча глядачі скандували його ім'я в останні хвилини гри, але він вийшов лише за 19 секунд до закінчення гри і закинув триочковий кидок. який приніс йому перші очки в грі. 10 квітня 2017 року він закинув усі свої 10 очок в останні 5 хвилин гри, допомігши Кліпперс здобути перемогу над Х'юстон Рокетс з рахунком 125–96. Зрештою перемістився на 15-те місце в списку бомбардирів за всю історію НБА, набравши 26 397 очок. Кліпперс завершили регулярний сезон з різницею 51–31 і увійшли в плей-оф як 4-й номер посіву. Вони програли свою серію першого раунду плей-оф Юті Джаз у семи іграх. 19-річна кар'єра Пірса завершилась  30 квітня 2017 року з фінальною сиреною 7-ї гри серії. В цій грі він набрав 6 очок і зробив 3 підбирання за 21 хвилину, а в середньому в серії проводив на майданчику по 11,1 хвилини. 28 червня 2017 року Кліперс його відрахували зі складу.

### Завершення кар'єри в складі Селтікс (2017)
17 липня 2017 року Пірс підписав церемоніальний контракт з Бостон Селтікс, для того щоб завершити кар'єру в складі саме цієї команди. 18 серпня 2017 року Селтікс оголосили, що у 11 лютого 2018 року виведуть футболку Пірса з гри.

## Статистика за кар'єру в НБА
| † | Позначає сезон, у якому Пірс виграв звання чемпіона НБА |

### Регулярний сезон
| Сезон            | Команда          | GP    | GS    | MPG  | FG%  | 3P%  | FT%  | RPG | APG | SPG | BPG | PPG  |
| ---------------- | ---------------- | ----- | ----- | ---- | ---- | ---- | ---- | --- | --- | --- | --- | ---- |
| 1998–99          | Бостон           | 48    | 47    | 34.0 | .439 | .412 | .713 | 6.4 | 2.4 | 1.7 | 1.0 | 16.5 |
| 1999–00          | Бостон           | 73    | 72    | 35.4 | .442 | .343 | .798 | 5.4 | 3.0 | 2.1 | .8  | 19.5 |
| 2000–01          | Бостон           | 82    | 82    | 38.0 | .454 | .383 | .745 | 6.4 | 3.1 | 1.7 | .8  | 25.3 |
| 2001–02          | Бостон           | 82    | 82    | 40.3 | .442 | .404 | .809 | 6.9 | 3.2 | 1.9 | 1.0 | 26.1 |
| 2002–03          | Бостон           | 79    | 79    | 39.2 | .416 | .302 | .802 | 7.3 | 4.4 | 1.8 | .8  | 25.9 |
| 2003–04          | Бостон           | 80    | 80    | 38.7 | .402 | .299 | .819 | 6.5 | 5.1 | 1.6 | .7  | 23.0 |
| 2004–05          | Бостон           | 82    | 82    | 36.1 | .455 | .370 | .822 | 6.6 | 4.2 | 1.6 | .5  | 21.6 |
| 2005–06          | Бостон           | 79    | 79    | 39.0 | .471 | .354 | .772 | 6.7 | 4.7 | 1.4 | .4  | 26.8 |
| 2006–07          | Бостон           | 47    | 46    | 37.0 | .439 | .389 | .796 | 5.9 | 4.1 | 1.0 | .3  | 25.0 |
| 2007–08†         | Бостон           | 80    | 80    | 35.9 | .464 | .392 | .843 | 5.1 | 4.5 | 1.3 | .5  | 19.6 |
| 2008–09          | Бостон           | 81    | 81    | 37.5 | .457 | .391 | .830 | 5.6 | 3.6 | 1.0 | .3  | 20.5 |
| 2009–10          | Бостон           | 71    | 71    | 34.0 | .472 | .414 | .852 | 4.4 | 3.1 | 1.2 | .4  | 18.3 |
| 2010–11          | Бостон           | 80    | 80    | 34.7 | .497 | .374 | .860 | 5.4 | 3.3 | 1.0 | .6  | 18.9 |
| 2011–12          | Бостон           | 61    | 61    | 34.0 | .443 | .366 | .852 | 5.2 | 4.5 | 1.1 | .4  | 19.4 |
| 2012–13          | Бостон           | 77    | 77    | 33.4 | .436 | .380 | .787 | 6.3 | 4.8 | 1.1 | .4  | 18.6 |
| 2013–14          | Бруклін          | 75    | 68    | 28.0 | .451 | .373 | .826 | 4.6 | 2.4 | 1.1 | .4  | 13.5 |
| 2014–15          | Вашингтон        | 73    | 73    | 26.2 | .447 | .389 | .781 | 4.0 | 2.0 | .6  | .3  | 11.9 |
| 2015–16          | Л-А Кліпперс     | 68    | 38    | 18.1 | .363 | .310 | .818 | 2.7 | 1.0 | .5  | .3  | 6.1  |
| 2016–17          | Л-А Кліпперс     | 25    | 7     | 11.1 | .400 | .349 | .769 | 1.9 | .4  | .2  | .2  | 3.2  |
| Кар'єра          | Кар'єра          | 1,343 | 1,285 | 34.2 | .445 | .368 | .806 | 5.6 | 3.5 | 1.3 | .6  | 19.7 |
| Матчі всіх зірок | Матчі всіх зірок | 10    | 0     | 13.6 | .456 | .188 | .727 | 2.6 | 1.8 | 1.2 | .1  | 9.6  |

### Плей-оф
| Сезон   | Команда      | GP  | GS  | MPG  | FG%  | 3P%  | FT%   | RPG | APG | SPG | BPG | PPG  |
| ------- | ------------ | --- | --- | ---- | ---- | ---- | ----- | --- | --- | --- | --- | ---- |
| 2002    | Бостон       | 16  | 16  | 42.0 | .403 | .288 | .764  | 8.6 | 4.1 | 1.7 | 1.3 | 24.6 |
| 2003    | Бостон       | 10  | 10  | 44.5 | .399 | .356 | .863  | 9.0 | 6.7 | 2.1 | .8  | 27.1 |
| 2004    | Бостон       | 4   | 4   | 40.5 | .342 | .294 | .839  | 8.8 | 2.5 | 1.3 | 1.0 | 20.8 |
| 2005    | Бостон       | 7   | 7   | 39.6 | .505 | .259 | .868  | 7.7 | 4.6 | 1.9 | 1.4 | 22.9 |
| 2008†   | Бостон       | 26  | 26  | 38.1 | .441 | .361 | .802  | 5.0 | 4.6 | 1.1 | .3  | 19.7 |
| 2009    | Бостон       | 14  | 14  | 39.7 | .430 | .333 | .842  | 5.8 | 3.1 | 1.1 | .4  | 21.0 |
| 2010    | Бостон       | 24  | 24  | 38.8 | .438 | .392 | .824  | 6.0 | 3.4 | 1.0 | .6  | 18.8 |
| 2011    | Бостон       | 9   | 9   | 38.1 | .459 | .447 | .882  | 5.0 | 2.8 | 1.3 | .4  | 20.8 |
| 2012    | Бостон       | 20  | 20  | 38.9 | .386 | .310 | .894  | 6.1 | 3.1 | 1.5 | .9  | 18.9 |
| 2013    | Бостон       | 6   | 6   | 42.5 | .368 | .268 | .897  | 5.7 | 5.3 | .8  | .5  | 19.2 |
| 2014    | Бруклін      | 12  | 12  | 30.7 | .465 | .358 | .781  | 4.5 | 2.0 | 1.2 | .3  | 13.7 |
| 2015    | Ващингтон    | 10  | 10  | 29.8 | .485 | .524 | .850  | 4.2 | .9  | .6  | .7  | 14.6 |
| 2016    | Л-А Кліпперс | 5   | 1   | 10.8 | .167 | .200 | .850  | 1.2 | .2  | .4  | .0  | 1.2  |
| 2017    | Л-А Кліпперс | 7   | 0   | 14.4 | .444 | .400 | 1.000 | 2.0 | .9  | .3  | .0  | 3.0  |
| Кар'єра | Кар'єра      | 170 | 159 | 36.6 | .423 | .355 | .830  | 5.8 | 3.4 | 1.2 | .6  | 18.7 |

## Міжнародна кар'єра
У складі команди Заходу брав участь в Олімпійському фестивалі 1995 року і посів 4-те місце з результатом 1-3, набираючи в середньому за гру 9,5 очка, роблячи 4 підбирання та 2 передачі.
Входив до лав збірної США з баскетболу до 21 року і брав участь в іграх кваліфікаційного турніру на чемпіонат світу. У 5 іграх (1 — у стартовому складі) набирав 9,4 очка, 4,4 підбирання, 1,2 і 1,6 передачі перехоплення за гру.
У складі національної збірної США брав участь в домашньому чемпіонаті світу в Індіанаполісі, набираючи в середньому по 19,8 очка, 4,6 підбирання і 3,9 передачі в середньому за гру. Та збірна програла збірній Югославії в чвертьфіналі і збірній Іспанії у матчі за 5-6 місця, ставши у підсумку 6-ю з результатом 6 перемог і 3 поразки (ще одна поразка — від збірної Аргентини на 2-му груповому етапі).
Викликався до лав збірної на чемпіонат світу 2006 року, але на заваді подорожі до Японії стали травма і запланована операція лівого ліктя.

## Характеристика гравця
Все життя — з другого року в старшій школі і до завершення кар'єри — виступав під 34-м номером, але, на відміну від безлічі символічних історій, футболка з цифрою 34 на спині була найбільшою і єдиною яка підходила Пірсу за розміром з тих, що були в наявності в команди Старшої школи Інглвуда. Завдяки щасливому випадку, серед закріплених номерів клубу «Бостон Селтікс» 34-го не виявилося, що й дозволило Полу й далі виступати зі звичним числом на спині.
Відповідні позиції легкого форварда фізичні дані плюс природне чуття моменту дозволяли Пірсу залишатися одним з провідних фахівців з набору очок. Його кілька консервативна манера гри, заснована на хитрощах і володіння власним тілом, укупі з великим арсеналом технічних прийомів давали Пірсу перевагу над будь-яким опонентом, що його опікав. Впевнений середній і дальній кидок, вміння з допомогою дриблінгу створити собі простір і прохід під кільце з атакою з обох рук являли собою поєднання, яке не мало протиотрути.
Особливим рядком у діях Пірса на майданчику йшли його численні фінти, які ставили в глухий кут захисників: повороти, робота ніг, зміна напрямку руху, зміна темпу руху, неправдиві показання на кидок, кроссовери і контактна робота корпусом — всі ці фундаментальні прийоми і дозволяли Пірсу залишатися зіркою НБА.
Стабільність, впевненість і досвід укупі з умінням прочитати свого опонента робили його особливо корисним в останні, вирішальні хвилини матчів (так званий «клатч»). Переможні кидки Пірса з сиреною принесли команді «Бостон Селтікс» чимало важливих перемог. Істинним «кельтом» Пірса робить і його любов до ігор з «Лейкерс», і його ефективність в іграх проти «озерників». Найвищі цифри у графі набраних очок (серед всіх гостьових арен) Пірс показує саме в «Стейплс-центрі». Після 5-ї гри фіналу 2008 року, в якій Пірс набрав 38 очок, Кобі Браянт сказав про нього на прес-конференції:
|  | Він крутий. Не так багато гравців, що володіють навичками у всіх атакувальних компонентах. Я хочу сказати, що він може атакувати з середньої дистанції, з далекої, пройти під кільце, піти ліворуч, піти праворуч. А у нього цілий набір [навичок]. Я дістаю задоволення, спостерігаючи за його грою, граючи проти нього; він чудовий. Оригінальний текст (англ.) "He's tough, there's not a lot of players that have a well-rounded offensive game. What I mean by that, he's got a good midrange game, long ball, pull up to the hoop, pull up left, pull up right. He has the whole package. I enjoy watching him play, I enjoy playing against him, and he's fantastic.". |

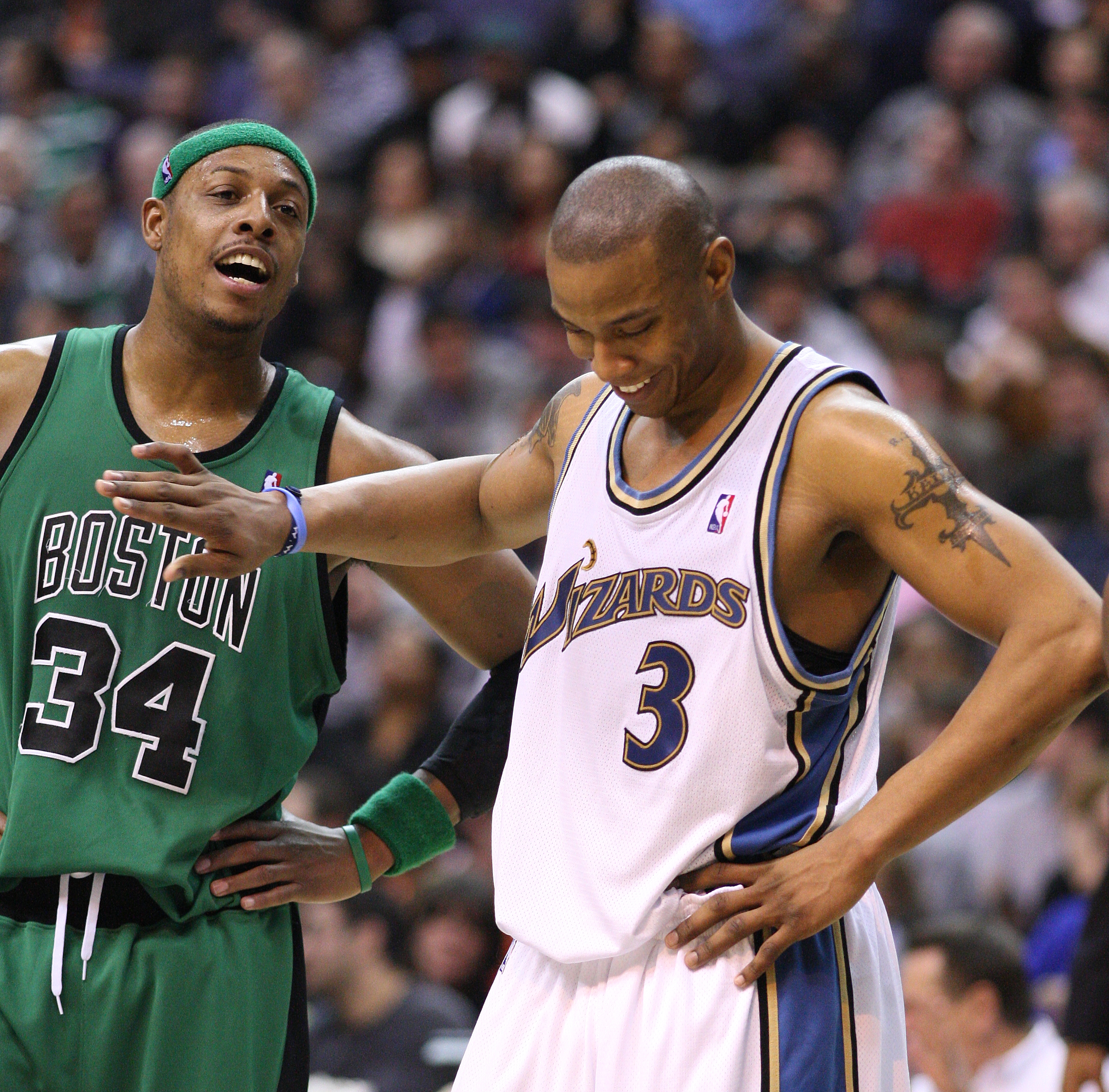
Пірс любить висловлювати свою думку як на майданчику, так і за її межами; в матчі проти Вашингтон Візардс 12 січня 2008

Самому ж Пірсу притаманні гучні висловлювання на кшталт «Я відчуваю, що настав мій час» або навіть «Я найкращий гравець планети!», у відповідь на питання репортера про те, чи є Кобі Браянт найкращим гравцем у світі. Також, за словами самого Пірса він є «класичним прикладом хорошого гравця в поганій команді».
У ході першого раунду плей-офф 2008 року проти «Атланти Гокс» був оштрафований Асоціацією на 25 тисяч доларів за жест рукою в бік гравця «Гокс», Ела Горфорда, який розцінили як невербальний знак вуличної банди Piru, що входить до складу лос-анджелеського бандитського угруповання Bloods.

## Ножовий інцидент
25 вересня 2000 року о першій годині ночі в поліцію міста Бостон надійшло повідомлення про бійку в місцевому клубі Buzz.
Пол Пірс прибув на вечірку в цей клуб разом з двома своїми партнерами по команді, одним з яких був Тоні Батті, і під час спроби Пірса зупинити бійку між іншими відвідувачами, його 11 разів ударили ножем в область шиї, обличчя та спини. Пола негайно госпіталізували в розташовану неподалік лікарню New England Medical Center. Від смерті його врятувало і те, що лікарня перебувала в кількох хвилинах від місця інциденту, і те, що під час нападу на ньому була шкіряна куртка, яка трохи зменшила глибину проникнення ножа; зі спини лезо увійшло в тіло на 7 дюймів, ледь не зачепивши серце. Цей інцидент не завадив Пірсу місяць по тому вийти на майданчик у новому сезоні НБА.

## Прізвисько
Пол Пірс широко відомий своїм прізвиськом:англ. The Truth: «Правда», «Істина». Цим він зобов'язаний Шакілові О'Нілу
13 березня 2001 року, після матчу з «Бостон Селтікс», центровий «Лос-Анджелес Лейкерс» Шакіл О’Ніл у роздягальні сказав репортерові:
|  | Запишіть. Мене звати Шакіл О'Ніл, і Пол Пірс - [нецензурне, вилучено] Істина. Можете це цитувати, жодного слова не пропускайте. Я знав, що він може грати, але я не знав, що він може ТАК грати. Пол Пірс - це Істина. Оригінальний текст (англ.) Take this down. My name is Shaquille O'Neal, and Paul Pierce is the (expletive deleted) truth. Quote me on that, and don't take nothing out. I knew he could play, but I didn't know he could play like this. Paul Pierce is the truth. |

При перекладі втрачається деяка гра слів, але «Шак» був так вражений грою Пірса (42 очки, 13-19 з гри, 6 підбирань і 4 перехоплення), що підкреслив «істинність» його статусу зірки Асоціації та лідерських якостей.

## Особисте життя
На Вїк-енді Всіх зірок в Х'юстоні, 2006 року, зустрів свою майбутню дружину, Джулію Лендрум, шлюб з якою був укладений тільки в липні 2010 року. Весілля пройшло в готелі «Pelican Hill» у місті Ньюпорт-Біч, штат Каліфорнія. На церемонії були присутні 80 осіб, серед яких — партнери Пірса по «Бостону»: Кевін Гарнетт, Рей Аллен і головний тренер, Док Ріверс. 4 квітня 2008 року Пол став батьком і нині разом з дружиною виховує доньку, Пріанну Лі Пірс.
Сам Пол називає «Мартіна» з Мартіном Ловренсом своїм улюбленим серіалом. Улюблений спорт, крім баскетболу, — теніс. Є засновником кількох благодійних організацій: The Truth Fund допомагає дітям переважно з малозабезпечених сімей (особливо в питанні здобуття освіти), а організація TruthOnHealth займається пропагандою здорового способу життя серед молоді (велику увагу приділяють здоровому харчуванню).
Пірс також є партнером таких компаній як Nike, Spalding, Powerade, USI Insurance Solutions, Steiner Sports, Cisco's Flip і Switch2Health.
Влітку 2011 року взяв участь у розіграші Світової серії покеру. Беручи участь у турнірі такого рівня вперше, Пірсу вдалося подвоїти суму своїх фішок більш ніж удвічі, з 30 000 до 62 750, в ході першого раунду. Однак, провівши за столом загалом 17 годин 40 хвилин, він був змушений визнати поразку на другій стадії турніру, таким чином випередивши понад 2 тисячі учасників, відсіяних раніше.

## Зарплатня в ході кар'єри
| Сезон   | Клуб              | Сума         |
| ------- | ----------------- | ------------ |
| 1998–99 | Бостон Селтікс    | $1 165 000   |
| 1999–00 | Бостон Селтікс    | $1 503 960   |
| 2000–01 | Бостон Селтікс    | $1 608 840   |
| 2001–02 | Бостон Селтікс    | $2 051 271   |
| 2002–03 | Бостон Селтікс    | $10 067 750  |
| 2003–04 | Бостон Селтікс    | $11 326 219  |
| 2004–05 | Бостон Селтікс    | $12 584 688  |
| 2005–06 | Бостон Селтікс    | $13 843 156  |
| 2006–07 | Бостон Селтікс    | $15 101 625  |
| 2007–08 | Бостон Селтікс    | $16 360 094  |
| 2008–09 | Бостон Селтікс    | $18 077 903  |
| 2009–10 | Бостон Селтікс    | $19 795 712  |
| 2010–11 | Бостон Селтікс    | $13 876 321  |
| 2011–12 | Бостон Селтікс    | $15 333 334  |
| 2012–13 | Бостон Селтікс"   | $16 790 345  |
| 2013–14 | Бруклін Нетс      | $15 333 334  |
| 2014–15 | Вашингтон Візардс | $5 305 000   |
| Загалом | 1998-2015         | $190 124 552 |

## Особисті досягнення та рекорди

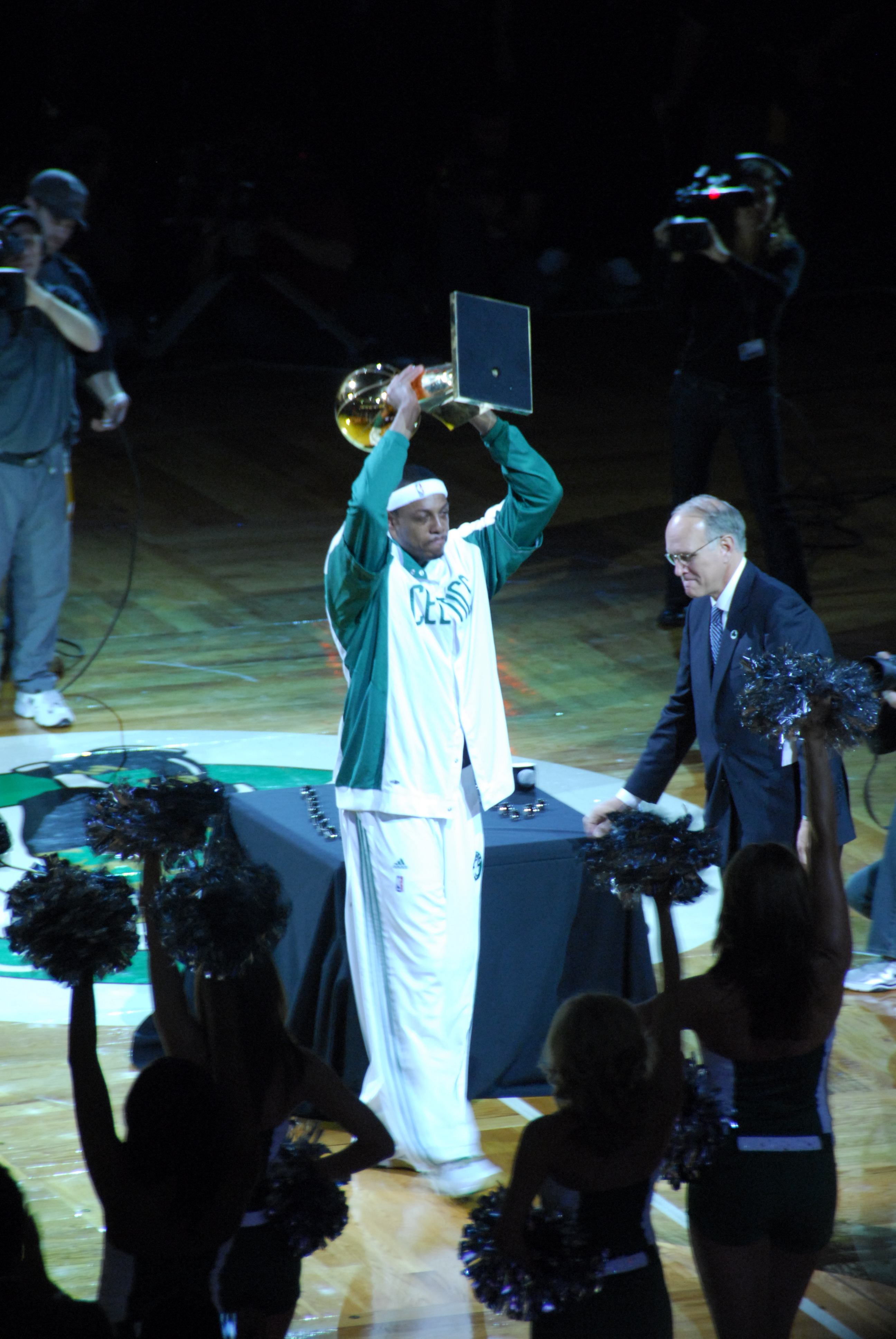
Пол Пірс з трофеєм Ларрі О'Браєна

### Досягнення
- Чемпіон НБА: 2008
- Найцінніший гравець Фіналу НБА: 2008
- Учасник матчу Всіх зірок: 2002, 2003, 2004, 2005, 2006, 2008, 2009, 2010, 2011.
- Переможець конкурсу трьох-очкових кидків: 2010.
- Включений у збірну всіх зірок НБА: 2002 (3), 2003 (3), 2008 (3), 2009 (2).
- Включений у збірну новачків НБА: 1999.

### Рекорди клубу «Бостон Селтікс», які встановив Пірс
- Набирав 30 і більше очок у 12 іграх поспіль.
- Найбільша кількість очок, набраних в Ті-Ді-Гардені: 50.
- Найбільша кількість очок, набраних за половину (включаючи овертайм): 46.
- Найбільша кількість очок, набраних в овертаймі: 13.
- Найбільша кількість виконаних трьох-очкових кидків за кар'єру: 4273.
- Найбільша кількість забитих трьох-очкових за кар'єру: 1578.
- Найбільша кількість виконаних штрафних кидків за кар'єру: 7212.
- Найбільша кількість забитих штрафних кидків за кар'єру: 5808.
- Найбільша кількість штрафних кидків, виконаних в одній грі: 24.
- Найбільша кількість штрафних кидків, забитих у одній грі: 20.
- Найбільша кількість штрафних кидків, виконаних за половину: 14.
- Найбільша кількість штрафних кидків, виконаних за один сезон: 812.
- Найбільша кількість штрафних кидків, забитих за один сезон: 627.
- Найбільша кількість перехоплень, виконаних в одній грі: 9.
- Найбільша кількість штрафних кидків забитих поспіль у плей-офф: 21.
- Найбільша кількість очок, набраних за половину в плей-офф: 32.
- Найбільша кількість очок в середньому за гру протягом одного місяця: 33,5.
- Єдиний гравець в історії «Селтікс» з найбільшою в НБА сумою очок за сезон: 2,144.
- 2-й в історії «Селтікс» за кількістю очок, набраних в середньому за гру: 22,2 (після Ларрі Берда).
- 3-й в історії «Селтікс» за кількістю очок, набраних за кар'єру (після Джона Гавлічека і Ларрі Берда).